# NGC 6217
NGC 6217 (również PGC 58477, Arp 185 lub UGC 10470) – galaktyka spiralna z poprzeczką (SBbc), znajdująca się w gwiazdozbiorze Małej Niedźwiedzicy w odległości około 60 milionów lat świetlnych. Została odkryta 12 grudnia 1797 roku przez Williama Herschela. Jest to galaktyka z aktywnym jądrem.